# John Le Mesurier
John Le Mesurier, född 5 april 1912 i Bedford, Bedfordshire, död 15 november 1983 i Ramsgate, Kent var en brittisk skådespelare.
Le Mesurier är mest känd för sin roll som sergeant Wilson i TV-serien Krutgubbar.

## Filmografi i urval
- 1956 – Kompaniets svarta får
- 1958 – Montys dubbelgångare
- 1959 – Dina pengar är mina pengar
- 1959 – Operation Amsterdam
- 1959 – Ben-Hur
- 1962 – Bara två kan leka så
- 1963 – Den rosa pantern
- 1963 – Bara få kan skoja så
- 1964 – Dessa fantastiska män i sina flygande maskiner
- 1964 – The Avengers (TV-serie)
- 1966 – Man bara dör... eller historien om det lefvande liket
- 1968–1977 – Krutgubbar (TV-serie)
- 1969 – Den vilda biljakten
- 1972 – Au Pair Girls
- 1975 – Sherlock Holmes' smarta brorsa
- 1977 – Stackars Dennis
- 1977 – A Christmas Carol (TV-film)
- 1978 – Döden i grytan
- 1979 – Pythons prilliga parodier (TV-serie)
- 1980 – Fu Manchus djävulska plan
- 1981 – En förlorad värld (TV-serie)